# Jacek Zwoźniak
Jacek Zwoźniak (ur. 17 marca 1952 we Wrocławiu, zm. 18 czerwca 1989) – polski piosenkarz, artysta kabaretowy, bard studencki.

## Życiorys
Członek wrocławskiej grupy kabaretowej BABA. Później występował z kabaretem B-Complex. Pisał dowcipne teksty, również do melodii przebojów zagranicznych. Do najbardziej znanych jego utworów należą: Ragazzo da Napoli (inna nazwa: Ragazza da Provincia) na melodię Provinci Drupiego, Milicja, Wrocław i ja oraz Szoruj, babciu, do kolejki.
Wziął udział w Nocy Kabaretowej w Opolu w 1981.
Jacek Zwoźniak otrzymał nagrody i wyróżnienia m.in. na Festiwalu Piosenki Prawdziwej, Festiwalu Piosenki Zakazanej, Ogólnopolskim Przeglądzie Piosenki Autorskiej „Hybrydy”.
Artysta był związany ze Związkiem Zawodowym „Solidarność”.
Zginął w wypadku samochodowym podczas powrotu z koncertu w Danielce k. Ujsoł.

## Dyskografia
- „Gwiazdom podobny”, Universal Music Group, 2003 (CD)
- „Od ragazzy do ragazzy” Oficyna Wydawnicza Jacek Music (CD)